# Anne-Marie Ruddock
Anne-Marie Ruddock, född Anne-Marie Antoinette Teresa Ruddock i London den 22 juni 1963 av jamaicanska föräldrar, var med sina långa svarta dreadlocks den dominerande sångerskan och profilen i det av ska, reggae och karibisk musik inspirerade brittiska 80-talsbandet Amazulu. År 1983 släpptes gruppens två första singlar – "Cairo" och "Smyley Stylee, och den förstnämnda nådde en 86:e plats på den brittiska topplistan. Året därpå lyckades Amazulu nå en 12:e plats på den brittiska listan med soca-låten "Excitable".
År 1986 släpptes Amazulus album med samma namn, och den innehöll både tidigare hitlåtar och nyare material. Låten "Too Good To Be Forgotten nådde en femteplats på den brittiska listan, och den cover av Bobby Blooms låt om den nordjamaicanska turistorten "Montego Bay" (men i  Freddie Notes & The Rudies reggaetappning) nådde plats nr 7 på den kanadensiska listan och plats nummer 16 i Storbritannien.
När gruppen splittrades 1987  fortsatte Anne-Marie Ruddock tillsammans med två medlemmar utan någon större framgång som gruppen Amazulu II. År 1987 gjorde Ruddock ett framträdande i Alex Cox film  Straight to Hell  tillsammans med andra musiker och skådespelare, bland annat Joe Strummer, Elvis Costello, Grace Jones, Courtney Love, Edward Tudor-Pole, Jim Jarmusch, Dennis Hopper och Kathy Burke samt medlemmar i The Pogues och Circle Jerks.